# Американский еврейский конгресс
Американский еврейский конгресс (англ. American Jewish Congress) — общественная организация евреев США, одна из ведущих еврейских организаций в этой стране. Первоначально создан в декабре 1918 года для формирования еврейской делегации на Версальскую мирную конференцию и формально распущен в 1920 году после принятия доклада делегации, однако вскоре возрождён как совет независимых организаций и с 1922 года существует официально на постоянной основе. Играл важную роль в создании Всемирного еврейского конгресса, помощи жертвам нацизма, а в дальнейшем в борьбе с расовой и религиозной нетерпимостью в США. Последовательно занимает сионистские и произраильские позиции, ведёт лоббистскую деятельность в интересах еврейских общин США. Руководство организации активно сотрудничало также с М. Л. Кингом и другими афроамериканскими лидерами в их борьбе за права расовых меньшинств.

## История
К началу XX века в еврейской общине США доминировала немногочисленная элита, состоящая из выходцев из Германии. На организационном уровне эту группу представлял Американский еврейский комитет, руководство которого было самоназначенным и несменяемым. Прочие деятели общины, недовольные как недемократическим характером руководства, так и занимаемыми им позициями по важным общественным вопросам, в том числе по отношению к сионизму, начали кампанию за формирование представительного органа, отражающего позиции основной массы американского еврейства, к этому времени состоявшей из выходцев из Восточной Европы. Новая структура, среди прочего, должна была представлять евреев США на Версальской мирной конференции, определявшей новое мироустройство после Первой мировой войны. Первый Американский еврейский конгресс, согласно соглашениям между рядом еврейских групп, его создававших, должен был сформулировать послевоенную программу еврейского народа, отправить с этой программой делегацию на Версальскую конференцию и самораспуститься после получения окончательного отчёта от этой делегации. Второй и последний съезд конгресса состоялся в Филадельфии в 1920 году и завершился его самороспуском в соответствии с договорённостями.
Однако сразу после роспуска первого конгресса многие его делегаты во главе с Стивеном Вайзом продолжили совместную деятельность. К 1922 году Американский еврейский конгресс возродился как совет еврейских организаций, в начале преимущественно сионистских. В 1928 году количество его участников возросло за счёт присоединения несионистских еврейских организаций, а в 1930-е годы совет сменила унитарная структура с персональным членством.
Перед новым конгрессом изначально ставились две цели: организация помощи европейским евреям, пострадавшим в ходе мировой войны, и восстановление еврейского присутствия в Земле Израильской. Стивен Вайз сформулировал комплексное определение американского еврейства как этнической и религиозной общности и народа с общей историей, нуждающегося в открытой защите своих интересов. Методы АЕК, основное внимание уделявшего общественному и судебному активизму как средствам достижения социальной справедливости, отличались от подхода других еврейских организаций, включая Американский еврейский комитет и Антидиффамационная лига, которые делали ставку на личные связи и «тихий» закулисный лоббизм.
В 1930-е годы Американский еврейский конгресс выступил как основная сила в обществе США, выступавшая против нацизма и призывавшая к оказанию помощи его жертвам. Вместе с рядом других еврейских организаций он инициировал бойкот немецких товаров. В то же время организация избегала призывать к увеличению иммиграционной квоты для европейских евреев из-за опасений, что такие призывы приведут не к смягчению, а к ужесточению иммиграционной политики и росту антисемитизма среди американских граждан. В середине 1930-х годов АЕК сыграл центральную роль в создании Всемирного еврейского конгресса, как и он сам, со временем превратившегося из союза организаций в единую структуру с индивидуальным членством. В 1942 году, после того как от представителя Всемирного еврейского конгресса в Швейцарии Герхарта Ригнера была получена телеграмма, описывающая шаги нацистской Германии по «окончательному решению еврейского вопроса», АЕК отбросил осторожность и начал убеждать администрацию Рузвельта увеличить усилия по спасению евреев Европы.
Начиная с 1945 года политику конгресса определяла сформулированная Александром Пекелисом доктрина, согласно которой безопасность и благополучие американских евреев зависят от либерального социального и политического климата. В соответствии с этой доктриной АЕК направил свою деятельность на обеспечение демократизации общества, укреплению гражданских свобод и ликвидации расовой и религиозной дискриминации — не только в отношении евреев, но и в отношении любых меньшинств. Такая позиция обусловила к активное сотрудничество конгресса с М. Л. Кингом и другими афроамериканскими лидерами в борьбе за гражданские права расовых меньшинств США, а также с такими организациями как Национальная ассоциация содействия прогрессу цветного населения и Американский союз защиты гражданских свобод. Акцент в этой борьбе делается на искоренении не бытовых предрассудков, а дискриминации, закреплённой на законодательном уровне (также в отличие от Американского еврейского комитета и Антидиффамационной лиги, основное влияние уделяющих образовательным программам и пропаганде).
АЕК остаётся наиболее просионистской из американских еврейских организаций, за исключением собственно сионистских структур. В то же время в 1980—1990-е годы его позиция стала в большей степени напоминать позицию левых сионистов, в особенности в вопросах израильских поселений на территориях, мирного процесса и отношений государства и религии.